# Margaret Cavendish
Margaret Lucas Cavendish, Ducesă de Newcastle-upon-Tyne (n. 1623, Colchester, Anglia, Regatul Unit – d. 15 decembrie 1673, Regatul Angliei) a fost o aristocrată, poetă, om de știință, scriitoare de ficțiune și dramaturg englez din secolul al XVII-lea. A fost însoțitoarea Reginei Henrietta Maria și a călătorit cu ea în exil în Franța, trăind pentru o vreme la curtea regelui Ludovic al XIV-lea. Cavendish a fost a doua soție a lui William Cavendish, primul duce de Newcastle-upon-Tyne în 1645, când acesta era marchiz.
Ea și-a publicat lucrările scrise sub numele ei într-o perioadă în care majoritatea autoarelor publicau anonim. A scris despre o serie de subiecte, inclusiv despre gen, putere, maniere, metoda științifică și filozofie. Povestea ei utopică, The Blazing World, este unul dintre primele exemple din literatura științifico-fantastică.

## Vezi și
- Listă de femei savante
- Listă de scriitoare engleze
- Istoria științifico-fantasticului